# Crest Hill
Crest Hill es una ciudad ubicada en el condado de Will en el estado estadounidense de Illinois. En el Censo de 2010 tenía una población de 20837 habitantes y una densidad poblacional de 877,34 personas por km².

## Geografía
Crest Hill se encuentra ubicada en las coordenadas 41°34′26″N 88°6′40″O / 41.57389, -88.11111. Según la Oficina del Censo de los Estados Unidos, Crest Hill tiene una superficie total de 23.75 km², de la cual 23.4 km² corresponden a tierra firme y (1.48%) 0.35 km² es agua.

## Demografía
Según el censo de 2010, había 20837 personas residiendo en Crest Hill. La densidad de población era de 877,34 hab./km². De los 20837 habitantes, Crest Hill estaba compuesto por el 67.52% blancos, el 21.77% eran afroamericanos, el 0.27% eran amerindios, el 2.48% eran asiáticos, el 0.02% eran isleños del Pacífico, el 5.78% eran de otras razas y el 2.16% pertenecían a dos o más razas. Del total de la población el 17.91% eran hispanos o latinos de cualquier raza.